# Fredrik Fors
Fredrik Fors, född 1973 i Borlänge, är en svensk soloklarinettist från Borlänge. Sedan 1995 är han soloklarinettist i Oslofilharmonikerna. 
Började vid 10-års ålder spela klarinett i Borlänge Musikskola. 1988, vid 15 års ålder, gjorde han sin solistdebut med Helsingborgs symfoniorkester (SVT gjorde i samband med detta ett dokumentärprogram om honom) och fick snabbt en rad engagemang.  Den internationella debuten ägde rum 1990 med Österrikiska radions symfoniorkester. Fors har gått på Kungliga Musikhögskolan i Stockholm. (Redan innan han gick ut hade han av Europarådet fått utmärkelsen "Bäste europeiske musiker under 25 år".) Har senare studerat för ledande klarinettister på den internationella arenan: Karl Leister, Yehuda Gilad, Anthony Pay och Richard Stoltzman. Spelat i Norrköpings Symfoniorkester. Bjudits in som gästprofessor för att undervisa klarinettister på University of Minnesota. Han är en ofta anlitad kammarmusiker med engagemang vid många musikfestivaler i Norden och i övriga Europa.